# Gymnastes multicinctus
Gymnastes multicinctus är en tvåvingeart som beskrevs av Edwards 1931. Gymnastes multicinctus ingår i släktet Gymnastes och familjen småharkrankar. Inga underarter finns listade i Catalogue of Life.